# Cadulus tumidosus
Cadulus tumidosus é uma espécie de molusco pertencente à família Gadilidae.
A autoridade científica da espécie é Jeffreys, tendo sido descrita no ano de 1877.
Trata-se de uma espécie presente no território português, incluindo a zona económica exclusiva.